# Mary Beth Arnold
Mary Beth Arnold (Reno, Nevada; 11 de julio de 1981) es una gimnasta artística estadounidense, medallista de bronce mundial en 1995 en el concurso por equipos.

## 1995
En el Mundial celebrado en Sabae (Japón) gana el bronce en el concurso por equipos, tras Rumania (oro) y China (plata), siendo sus compañeras de equipo: Shannon Miller, Dominique Moceanu, Kerri Strug, Jaycie Phelps, Donielle Thompson y Teresa Kulikowski.